# Santa Luzia (kommun i Brasilien, Paraíba, lat -6,93, long -36,91)
Santa Luzia är en kommun i Brasilien.   Den ligger i delstaten Paraíba, i den östra delen av landet, 1 600 km nordost om huvudstaden Brasília. Antalet invånare är 14 729.
Följande samhällen finns i Santa Luzia:
- Santa Luzia

Omgivningarna runt Santa Luzia är huvudsakligen savann. Runt Santa Luzia är det ganska glesbefolkat, med 31 invånare per kvadratkilometer.